# Princesa Yongtai

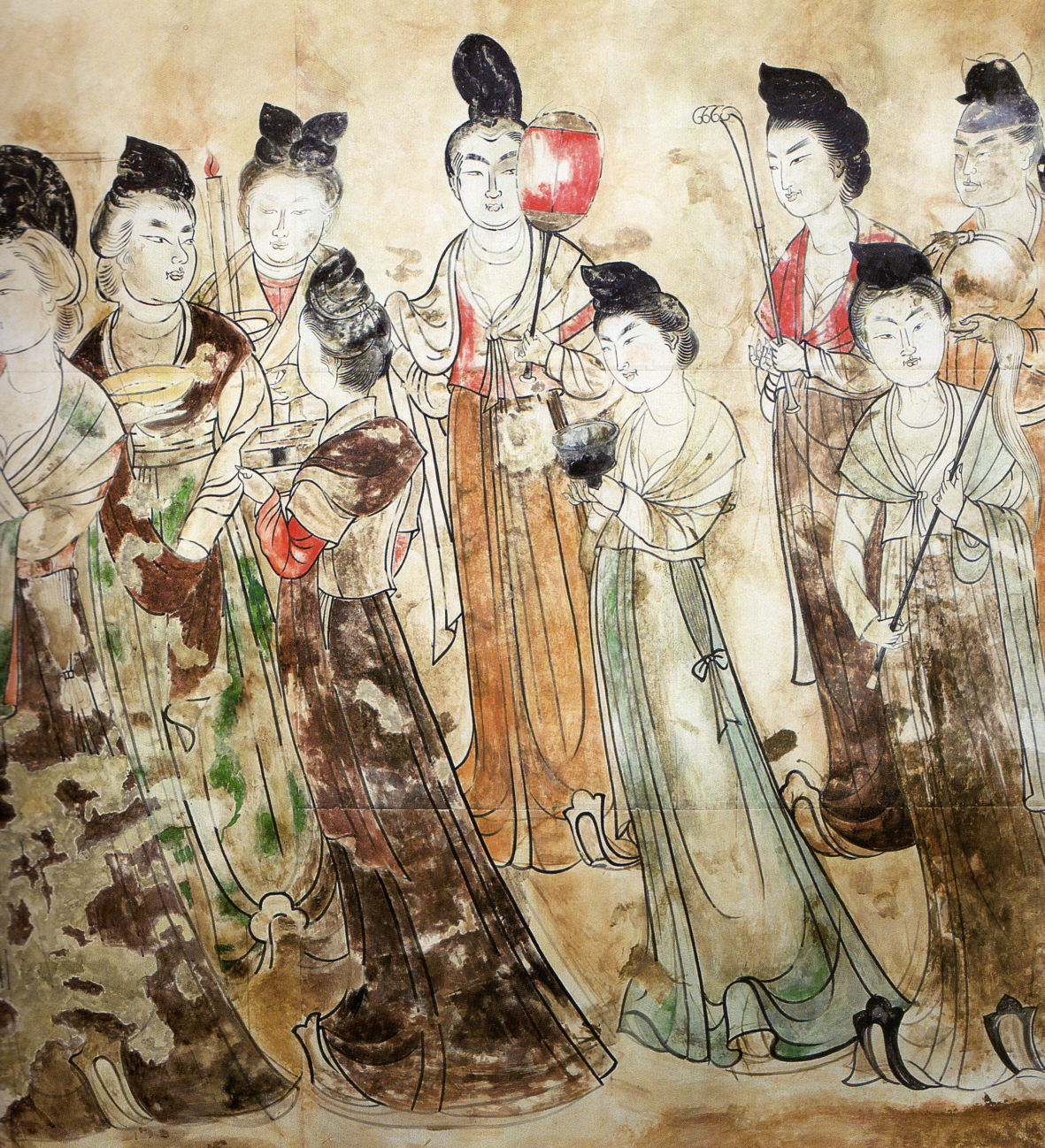
Damas da corte Tang em um mural na tumba de Li Xianhui. Os murais reais foram substituídos por réplicas, já que os originais agora são mantidos no Museu de História de Shaanxi para melhor preservá-los.

Princesa Yongtai (em chinês: Yung-t'ai), nascida Li Xianhui (685 - 9 de outubro de 701) nome de cortesia Nonghui (穠 輝), foi uma princesa da Dinastia Tang.

## Biografia
Li era a sétima filha do Imperador Zhongzong de Tang e a segunda filha da Imperatriz Wei. Ela se casou com Wu Yanji (武延基), sobrinho-neto de Wu Zetian.

## Morte
A causa da morte de Li é amplamente contestada. Um relatório afirma que Wu Zetian, que depôs Zhongzong após um breve reinado, ouviu comentários que Li supostamente fez e mandou açoitá-la até a morte ou, alternativamente, foi obrigada a se enforcar. Seu marido e irmão mais velho também foram executados. Foi relatado que Li, o marido e o irmão dela foram ouvidos rindo de parte da vida na corte que consideraram absurda. Isso foi relatado à Imperatriz que estava paranóica e viu uma ameaça à sua posição e reinar em todos os lugares. Foi dito que, sabendo que eles seriam executados, Li, seu marido e irmão, via o suicídio como a melhor opção. Ela foi escrita originalmente para ter sofrido a morte de um traidor, embora isso não fosse verdade e apenas o que a Imperatriz ordenou que fosse registrado. Em contraste, o epitáfio de sua tumba afirma que ela morreu no parto. Após a morte de Wu Zetian, quando seu pai subiu novamente ao trono, ela e seu irmão foram enterrados novamente em grandes tumbas no Mausoléu de Qianling em 705.

## Túmulo

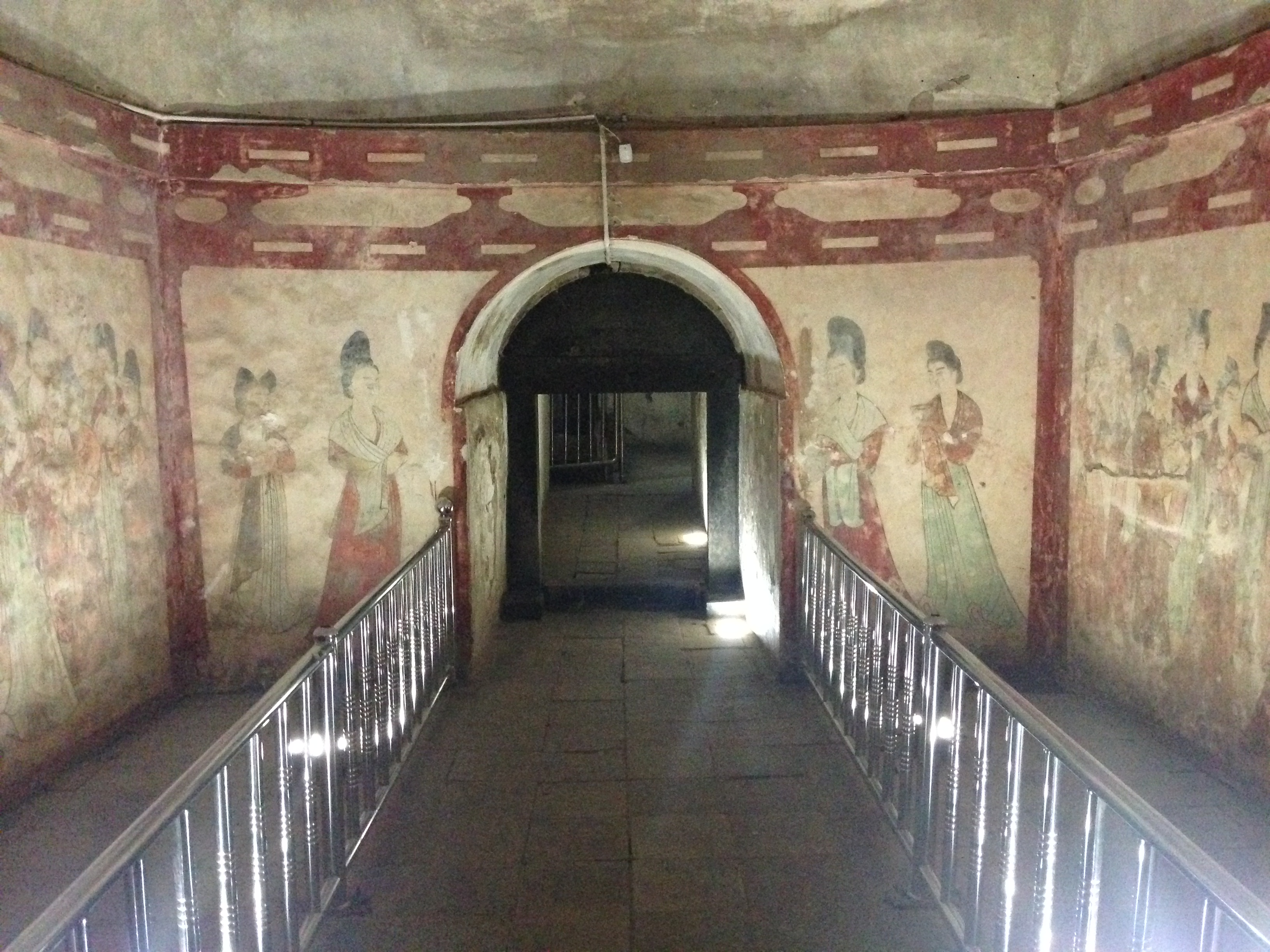
Tumba antecâmara, a câmara mortuária além

A tumba de Li foi descoberta em 1960 e escavada em 1964. Entre os túmulos do Mausoléu Qianling, o de Li é o maior pertencente a uma mulher. Ele havia sido roubado no passado, provavelmente logo após o enterro, e itens em materiais preciosos foram levados, mas os ladrões não se preocuparam com as mais de 800 figuras de tumbas de cerâmica e os extensos afrescos permaneceram intocados. Os ladrões saíram com pressa, deixando itens de prata espalhados e o cadáver de um deles. A tumba tinha uma pirâmide achatada subindo 12 metros acima do solo e um longo túnel de entrada inclinado forrado com afrescos, levando a uma antecâmara e à própria câmara da tumba, 12 metros abaixo do nível do solo com um teto alto em cúpula.  A maior parte do conteúdo, incluindo os afrescos, está agora no Museu de História de Shaanxi.
Os afrescos retratavam as quatro divindades, o armamento cerimonial, a vida diária na corte imperial e os corpos celestes. A tumba também fornece um exemplo da arquitetura da dinastia Tang, com representações de edifícios e motivos de caixões. O tema principal dos afrescos são as mulheres, a maioria das quais é mostrada sem maquiagem e sem usar joias. Existem também várias figuras humanas esculpidas, que parecem ser damas de companhia.